# Мияги (село)
Мияги (яп. 宮城村 Мияги-мура) — бывшее село, которое находилось в уезде Сэта японской префектуры Гумма. Вошло в состав города Маэбаси 5 декабря 2004 года.

## История
Село было образовано 1 апреля 1889 года в результате слияния семи деревень. 5 декабря 2004 года село Мияги вместе с городом Ого и селом Касукава было включено в состав города Маэбаси и более не существует как отдельный населённый пункт.

## Географическое положение
Село располагалось на острове Хонсю в префектуре Гумма региона Канто. Площадь села составляла 48,15 км². Село располагалось в 10 км от Маэбаси и граничило с сёлами Касукава и Фудзими, а также с посёлком Ого.

## Население
В 2004 году население Мияги насчитывалось  в 8795 жителей (4302 мужского пола и 4493 женского пола), а плотность составляла 182,66 чел./км².

## Экономика
Основой экономики было сельское хозяйство, преимущественно животноводство. В 2000 году в деревне было 419 рисовых полей, 420 обычных полей и 114 садов. В сельском хозяйстве было задействовано 813 фермеров.

## Символика
Цветком села считался рододендрон, а деревом — клён.